# Port Louis (Mauricius)
Port Louis je hlavní město ostrovního státu Mauricijské republiky. Žije zde přibližně 149 tisíc obyvatel. Město leží na severozápadním pobřeží ostrova Mauricius u Indického oceánu. Za hlavní město ji zvolili Francouzi v roce 1736 a pojmenovali je po králi Ludvíku XV.
Pro turisty je jedním z hlavních lákadel města centrální tržnice s širokou nabídkou lokálních surovin a jídel, Čínská čtvrť, mešita Jummah, muzeum Blue Penny nebo nákupní a relaxační zóna Caudan Waterfront. Město je také důležitým dopravním hubem. Z nádraží Victoria se jde autobusy dostat prakticky do všech částí ostrova. Tramvaj odsud vede například do měst Curepipe a Quatre Bornes.

## Historie

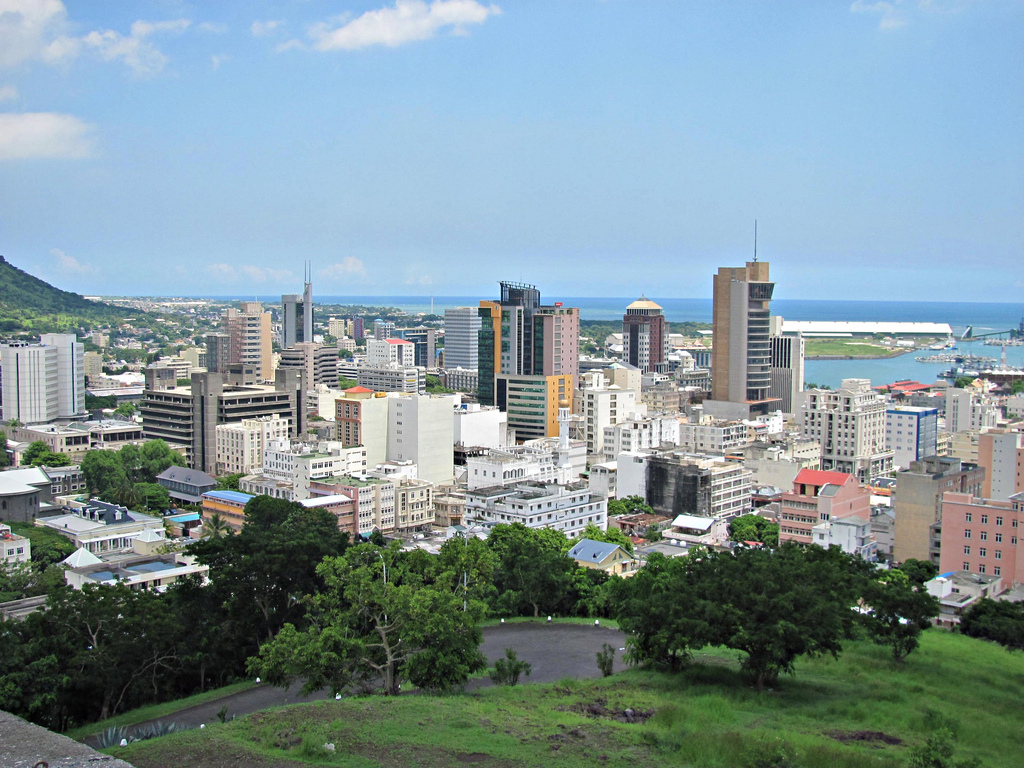
Port Louis

Port Louis byl používán jako přístav holandskými osadníky od roku 1606, kdy začali odkazovat na oblast jako přístav želv.  V roce 1736, pod francouzskou vládou, se stalo administrativním centrem Mauricia a hlavní zastávkou pro zásobování francouzských lodí během jejich plavby mezi Asií a Evropou kolem mysu Dobré naděje.  Přístav je pojmenován na počest krále Ludvíka XV. Během tohoto období francouzské kolonizace byl Mauricius známý jako Ile de France. Francouzský guvernér v té době, Bertrand-François Mahé de La Bourdonnais, přispěl k rozvoji města. Vzhledem k tomu, že Port Louis byl relativně dobře chráněn před silnými větry během cyklónů pohořím Moka, Port Louis byl vybrán, aby hostil jak hlavní přístav, tak pevnost pro ostrov. Hodnota přístavu pokračovala během britské okupace ostrova během napoleonských válek (1800–15) a pomohla Británii kontrolovat Indický oceán. Přístavy lodí však drasticky poklesly po otevření Suezského průplavu v roce 1869. Aktivita v přístavu se zvýšila během sedmiletého uzavření Suezského průplavu (od roku 1967). Modernizace přístavu v pozdních 70. letech 20. století pomohla udržet svou roli jako centrální bod pro všechny dovozy a vývozy z Mauricia. Zatímco Port Louis je i nadále obchodním a správním kapitálem Mauricia, expanze cestovního ruchu v pozdních 90. letech vedl ke značnému rozvoji v Port Louis, s mnoha obchody, hotely a restauracemi postavenými v oblasti Caudan Waterfront.

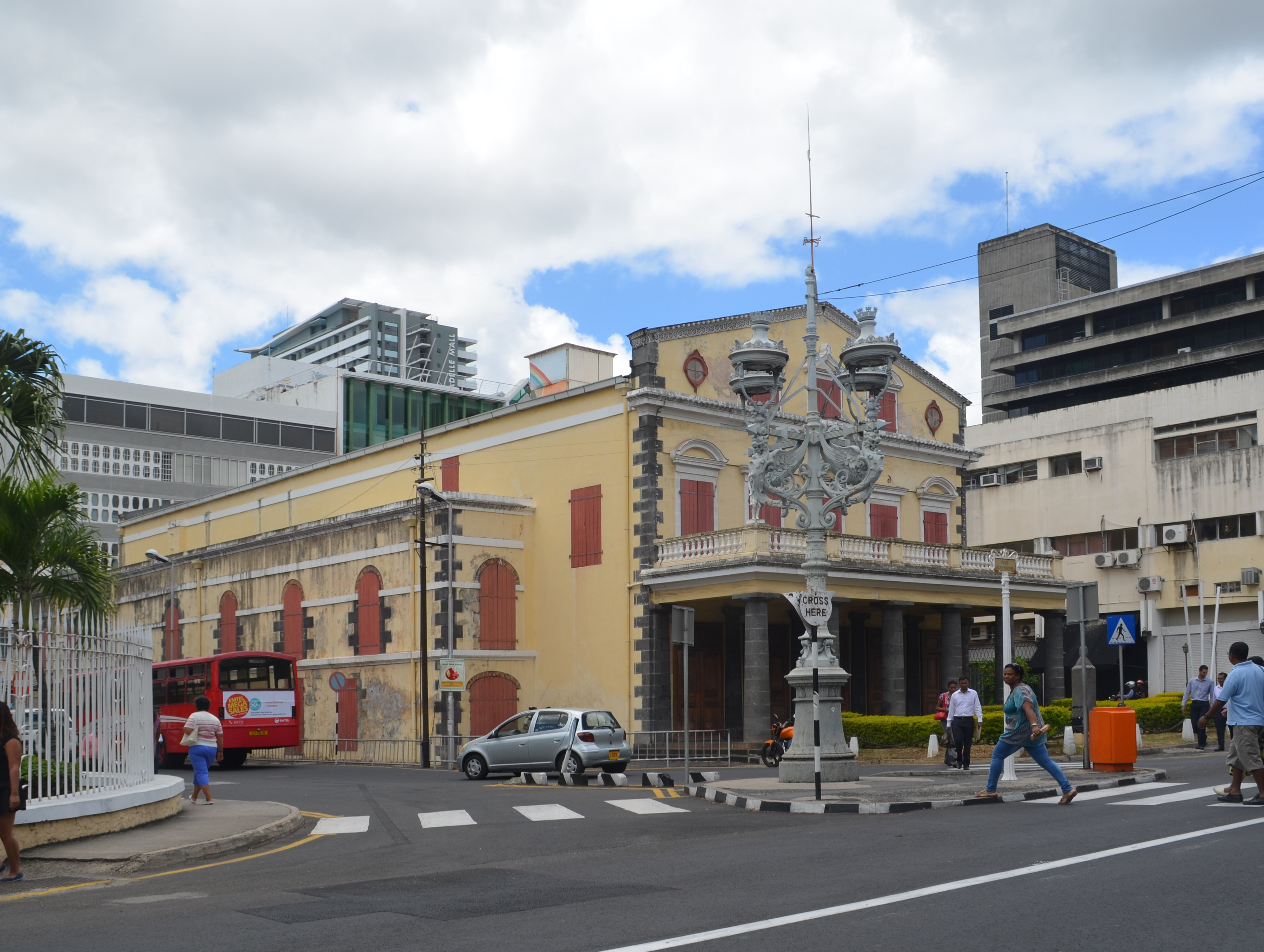
Městské divadlo

## Partnerská města
- Ahmadábád, Indie
- Dauhá, Katar
- Džajpur, Indie
- Erlangen, Německo
- Fo-šan, Čína
- Franceville, Gabon
- Glasgow, Spojené království
- Karáčí, Pákistán
- La Possession, Réunion, Francie
- Québec, Kanada